# Kupea martinetugei
Kupea martinetugei är en enhjärtbladig växtart som beskrevs av Martin Roy Cheek och S.A.Williams. Kupea martinetugei ingår i släktet Kupea och familjen Triuridaceae. IUCN kategoriserar arten globalt som akut hotad. Inga underarter finns listade.